# Jean-Paul Huftier
Jean-Paul Huftier, né le 17 septembre 1944 à Lallaing et mort le 24 juin 2019, est un peintre français.

## Expositions personnelles
1970
- Galerie Mahé-Guilbert, Saint-Malo
- M.J.C. « Les Hauts de Belleville », Paris
- Librairie-Galerie Josie Eron, Paris

1972
- La Galerie », Paris

1975
- « La Cour des Miracles », Paris Université de Jussieu, Paris VII

1976
- Galerie Galea, Caen

1978
- « L'Atrium », Lyon

1979
- « L'atelier nomade », Maison de la Culture, Amiens

1980
- Nouveau Musée Tour du Crédit Lyonnais, Lyon

1981
- Galerie Stadler, Paris

1982
- Galerie « Les couteliers », Toulouse
- Centre Culturel Français, Luxembourg
- Galerie Stadler, Paris « L'Île Vierge » (2 fois 6 grands formats)

1983
- Galerie Municipale, Esch-sur-Alzette (Luxembourg)
- Galerie Steinek, Vienne (Autriche) « Kleine Reisen »
- F.I.A.C. (avec A. Saura) Galerie Stadler, Paris

1984
- Galerie Haydn-Türk, Munich (R.F.A.)
- Galerie Zographia, Bordeaux
- Galerie Stadler, Paris « Jorairatar »

1985
- Galerie Aix, Stockholm (Suède) « Tableaux chinois »
- Galerie Haydn - Türk, Munich (R.F.A.) « NU »
- Galerie Kutter, Luxembourg « Dessins »
- Galerie Steinek, Vienne (Autriche) « Reisebilder aus China »

1986
- Galerie Oniris, Rennes « Tableaux Marocains »
- Galerie Stadler, Paris « Tableaux Rajpoutes »
- Galerie G. Paris « Papiers Rajasthan »

1987
- Galerie Lauter, Mannheim (R.F.A.)
- Galerie Steinek, Vienne (Autriche)
- Galerie Pierre-Jean Meurisse, Toulouse

1988
- Galerie Rivages, Douai « Œuvres sur papier »
- L'Hippodrome centre d'action culturelle, Douai
- Galerie Wenwerka, Berlin (R.F.A.) « Peintures et dessins » « Bilder und Arbeiten auf Papier »
- Galerie Wewerka Hanovre (R.F.A.) « Bilder und Arbeiten auf Papier »
- Galerie G. Paris « Espace Thaï »

1989
- Galerie B & G Zurcher, Paris « Jean-Paul Huftier - Esprit français » Galerie Türk, Munich (R.F.A.)
- Galerie Carinthia, Klagenfurt (Autriche) « Le scorpion mort n'aime pas le chocolat »
- A.R.C.O. - Galerie G. Madrid (Espagne)
- Galerie Stadler, Paris

1990
- « Papiers Peints » Galerie B & G Zurcher, Paris
- Galerie Sonia K., Lille
- Galerie Kutter, Luxembourg
- Galerie Gokelaere & Janssen, Bruxelles (Belgique)
- Galerie Pierre-Jean Meurisse, Toulouse

1991
- Galerie K, Washington (USA)
- Galerie Michel Bigue, St-Sauveur-des-Monts, Québec
- Galerie Riverin-Arlogos, Eastman, Québec (Canada)
- Galerie Sandmann+Haak, Hanovre (Allemagne)
- Galerie Stadler, Paris (France)
- Institut Français, Athènes Galerie Stadler, Paris

1992
- Galerie Demay-Debève, Le Touquet « Journal d'un peintre en douze tableaux » - Galerie Zurcher, Paris
- Galerie des Éditions Clot, Bramsen & Georges, Paris 23 lithographies en noir/blanc & en couleurs
- Galerie Kutter, Luxembourg

1993
- Kunstforeningen for ansatte ved Svendborg Kommune (Danemark)
- Kunstforeningen Cowl Svendborg (Danemark)
- Rasmussen & Schlotz Ost A/S Kunstforening, Birkerod (Danemark)
- Jean-Paul Huftier, lithographies originales éditées par l'atelier Clot

1994
- « ELAC », Foire de Montréal, Galerie Riverin Arlogos (Québec)
- Galerie G+K, Heinerzhagen (Allemagne)
- Galerie G+K, Iserlohn, (Allemagne)
- Galerie G+K, Bochum (Allemagne)
- Kongebrogarden, Middelfart (Danemark)
- Kunstforeningen FDB Viby (Danemark)
- Sydbank Sonderjylland A/S, Svendborg (Danemark)
- Kunstforeningen pâ Svendborg Sygehus (Danemark)
- Rederlet A.P. Mollers Kunstforening, Kobenhavn K (Danemark)
- Danisco A/S Kunstforening, Kobenhavn K (Danemark)
- Svendborg Handelsskole (Danemark)
- Kunstforeningen ved Told- og Skatteregion Svendborg (Danemark)
- Tele Danmark Mobil, Taastrup (Danemark)
- Jean-Paul Huftier, lithographies originales éditées par l'atelier Clot Kunst- og Kulturforeningen

1995
- Hôtel /Ero, Svendborg og Kongebrogarden, Middelfart (Danemark)
- Kommunedata, Aalborg (Danemark)
- Kongebrogarden, Middelfart (Danemark)
- Kunstfraktionen v/MD Foods, Viby J. (Danemark)
- Rasmussen & Schlotz West A/S, Hojbjerg (Danemark)
- Jean-Paul Huftier, lithographies originales éditées par l'atelier Clot

1997
- Galerie Frédéric Sagot, Paris
- Galerie du Square Louvois, Paris

1998
- Galerie Sandmann+Haak, Hanovre (Allemagne)

2013
- Office de tourisme et EHPAD de Chambon sur Voueize, Creuse (France)

2014
- La Bergerie, Le Moutier d'Ahun, Creuse (France)[2]

## Expositions collectives
2014
- Galerie p13, Heidelberg, Allemagne « Jean-Paul Huftier & Julien Allègre » (juillet - septembre)

2012
- FRAC Picardie, Chantilly « Jean-Paul Huftier & Jean-Pierre Pincemin » (12 janvier - 15 février)
- MediArt, Luxembourg « Jean-Paul Huftier & Jeannot Bewing » (8 mai - 12 juin)
- Galerie p13, Heidelberg, Allemagne « Jean-Paul Huftier & Julien Allègre » (20 septembre - 27 octobre)

2005
- Fondation Nationale des Arts Graphiques et Plastiques, Hôtel Salomon de Rothschild - Paris 8 « Tour de chauffe »

2004
- Centre culturel Joël Le Theule, Sablé-sur-Sarthe, France

2003
- Biennale du Vitrail, Bourg-la-Reine « le bouton » (vitrail).

1999
- Galerie Louvois, Paris « Jean-Paul Huftier et ses amis ».

1998
- FRAC Picardie.
- Galerie Kutter, Luxembourg.
- Contempory Art in Nunose Shrine, Japon.
- Galerie des Éditions Clot, Paris.

1997
- CAPS, Sin-Le-Noble.
- Contempory Art in Nunose Shrine, Japon.
- Galerie du Square Louvois, Paris « Next famous ».
- Galerie Frédéric Sagot, Paris.

1996
- Musée d’Art Moderne de la ville de Paris « Passions Privées ».
- Contempory Art in Nunose Shrine, Japon.
- Maison syndicale de Lens.
- Atelier du Passage, Paris La nuit du dessin.
- Galerie Stadler, Paris.
- Éditions Clos, Danemark.

1995
- BBL, Liège, Belgique.
- Lycée technique Gabriel, Argentan.
- Maison des Arts, Laon, œuvres du Frac Picardie, « Noir et blanc ».
- Contempory Art in Nunose Shrine, Japon.

1994
- Contempory Art in Nunose Shrine, Japon.
- Musée des Beaux-Arts, Verviers, Belgique.
- Maison syndicale de Lens, Lens.
- Euroamericana de Grabado 4/94, La Coruna, Espagne.

1993
- Holstebro Kunstmuseum, Danemark, avec Sivertsen & Zurstrassen.
- Galerie Riverin Arlogos, Foire de Montréal, Montréal, Québec.
- Galerie Sonia K, Paris (avec Trajman).
- Banque De Groof, Bruxelles, Belgique « Art pour la vie ».
- Musée d'Art Moderne, Bruxelles.
- 25e Festival du Marais, Paris « Autour du Jazz ».

1993
- Galerie « Le sacre du printemps », Bruxelles, Belgique.
- Contempory Art in Nunose Shrine, Japon.

1992
- Foire de Bâle, Éditions Clot : « Lithographies ».
- Frac Picardie, Amiens - Acquisitions 1992.
- Frac Picardie - Musée Boucher de Perthes, Abbeville « Trait pour trait » .
- Gallery K, Washington, USA « Review Preview ».
- Galerie Michel Bigué, Saint-Sauveur-des-Monts, Québec. « Maîtres du XXe siècle - œuvres sur papier ».
- Contempory Art in Nunose Shrine, Japon.

1991
- Gal. St-Exupéry, Le-Pont-Marly Rencontres Internationales des Arts - « Sept Peintres de Jazz ».
- CRAC de Grenoble.
- Frac Picardie: Fonds régional d'art contemporain, Amiens. « Dessin d'une collection - extraits & mouvements »: Extrait 6.
- Frac Picardie : Espace Saint-Jacques, Saint-Quentin. « Dessin d'une collection - extraits & mouvements »: Mouvement 3.
- Grand Palais, Paris  Salon Découvertes 91.
- Galerie Carinthia (Autriche).
- Galerie Zurcher, Paris « Salon de Mars ».
- École nationale supérieure des Beaux-Arts, Paris Collection Contemporaine BNP.
- Galerie Eterso, Cannes Exposition/Vente (pour Galta).
- Musée de Trouville-sur-Mer « Expressions Jazz » - Villa Montebello - « Provocateurs étranges » (Huftier, Sivertsen, Vallin, Zurstrassen).
- Musée des Beaux-Arts André Malraux, Le Havre : Improvisations de Steve Potts et de Dom. Flammarion - Vidéographie : Guillaume Huftier.
- Contempory Art in Nunose Shrine, Japon.
- Château de Boisrigaud - Usson (décembre 1991).

1990
- 1res biennales des jeunes créateurs - Toulouse/Midi-Pyrénées.
- Bibliothèque Universitaire du Mirail, Toulouse.
- Palais des Arts / École des Beaux-Arts, Toulouse.
- Château de Boisrigaud, Usson (mai 1990).
- Galerie Türk, Munich, RFA « Blickpunkte ».
- Château de Boisrigaud, Usson – (décembre 1990).
- Contempory Art in Nunose Shrine, Japon.

1984
- Musée du Berry, Bourges - Histoires de peintures - Jean Bazaine, Thierry-Loïc Boussard, Philippe Charpentier, Robert Christen, Joël Frémiet, Xavier Gruau, Jean-Paul Huftier, Christian Perrier, Ian Voss (décembre 1984 - janvier 1985).

1980
- Production du Nouveau Musée. Tour du Crédit Lyonnais, Villeurbanne (2 - 30 avril 1980) « Galerie Publique », Club de la Presse.